# Senatori del New Jersey
Il New Jersey è una delle 13 colonie che hanno partecipato alla rivoluzione Americana. I senatori appartengono alla classe 1 e 2. Gli attuali senatori sono i democratici Bob Menendez e Cory Booker.

## Elenco

### Classe 1
| N.                                       | Foto                                     | Senatore                                 | Partito                                  | Carica                                   | Carica                                   | Congresso                                              | Mandato                                                        | Storia elettorale                                                  |
| N.                                       | Foto                                     | Senatore                                 | Partito                                  | Inizio                                   | Termine                                  | Congresso                                              | Mandato                                                        | Storia elettorale                                                  |
| ---------------------------------------- | ---------------------------------------- | ---------------------------------------- | ---------------------------------------- | ---------------------------------------- | ---------------------------------------- | ------------------------------------------------------ | -------------------------------------------------------------- | ------------------------------------------------------------------ |
| 1                                        |                                          | Jonathan Elmer                           | Pro- Amministrazione                     | 4 marzo 1789                             | 3 marzo 1791                             | 1                                                      | 1                                                              | Eletto nel 1788                                                    |
| 2                                        |                                          | John Rutherfurd                          | Pro- Amministrazione                     | 4 marzo 1791                             | 5 dicembre 1798                          | 2                                                      | 1/2                                                            | Eletto nel 1791                                                    |
| 2                                        | 3                                        | John Rutherfurd                          | Pro- Amministrazione                     | 4 marzo 1791                             | 5 dicembre 1798                          |                                                        | 1/2                                                            | Eletto nel 1791                                                    |
| 2                                        | Federalista                              | John Rutherfurd                          | 4                                        | 4 marzo 1791                             | 5 dicembre 1798                          |                                                        | 1/2                                                            | Eletto nel 1791                                                    |
| 2                                        | Federalista                              | John Rutherfurd                          | 5                                        | 4 marzo 1791                             | 5 dicembre 1798                          | 1/2                                                    | Rieletto nel 1796 Dimessosi                                    |                                                                    |
| 3                                        |                                          | Franklin Davenport                       | 5                                        | Federalista                              | 5 dicembre 1798                          | 1/2                                                    | 3 marzo 1799                                                   | Nominato per continuare il mandato                                 |
| 4                                        |                                          | James Schureman                          | Federalista                              | 4 marzo 1799                             | 16 febbraio 1801                         | 1/2                                                    | 6                                                              | Eletto per terminare il mandato Dimessosi                          |
| Vacante                                  | Vacante                                  | Vacante                                  | Vacante                                  | 16 febbraio 1801                         | 28 febbraio 1801                         | 1/2                                                    | 6                                                              |                                                                    |
| 5                                        |                                          | Aaron Ogden                              | Federalista                              | 28 febbraio 1801                         | 3 marzo 1803                             | 1/2                                                    | 6                                                              | Eletto per terminare il mandato Ha perso la rielezione             |
| 5                                        | 7                                        | Aaron Ogden                              | Federalista                              | 28 febbraio 1801                         | 3 marzo 1803                             | 1/2                                                    |                                                                | Eletto per terminare il mandato Ha perso la rielezione             |
| Vacante                                  | Vacante                                  | Vacante                                  | Vacante                                  | 4 marzo 1803                             | 1 settembre 1803                         | 8                                                      | 1/2                                                            | Elezione non riuscita                                              |
| 6                                        |                                          | John Condit                              | Democratico- Repubblicano                | 1 settembre 1803                         | 3 marzo 1809                             | 8                                                      | 1/2                                                            | Eletto in ritardo Ha perso la rinomina                             |
| 6                                        | 9                                        | John Condit                              | Democratico- Repubblicano                | 1 settembre 1803                         | 3 marzo 1809                             |                                                        | 1/2                                                            | Eletto in ritardo Ha perso la rinomina                             |
| 6                                        | 10                                       | John Condit                              | Democratico- Repubblicano                | 1 settembre 1803                         | 3 marzo 1809                             |                                                        | 1/2                                                            | Eletto in ritardo Ha perso la rinomina                             |
| 7                                        |                                          | John Lambert                             | Democratico- Repubblicano                | 4 marzo 1809                             | 3 marzo 1815                             | 11                                                     | 1                                                              | Eletto nel 1809 Ha perso la rielezione                             |
| 7                                        | 12                                       | John Lambert                             | Democratico- Repubblicano                | 4 marzo 1809                             | 3 marzo 1815                             |                                                        | 1                                                              | Eletto nel 1809 Ha perso la rielezione                             |
| 7                                        | 13                                       | John Lambert                             | Democratico- Repubblicano                | 4 marzo 1809                             | 3 marzo 1815                             |                                                        | 1                                                              | Eletto nel 1809 Ha perso la rielezione                             |
| 8                                        |                                          | James J. Wilson                          | Democratico- Repubblicano                | 4 marzo 1815                             | 8 gennaio 1821                           | 14                                                     | 1/2                                                            | Eletto nel 1815 Ha perso la rielezione e dimessosi                 |
| 8                                        | 15                                       | James J. Wilson                          | Democratico- Repubblicano                | 4 marzo 1815                             | 8 gennaio 1821                           |                                                        | 1/2                                                            | Eletto nel 1815 Ha perso la rielezione e dimessosi                 |
| 8                                        | 16                                       | James J. Wilson                          | Democratico- Repubblicano                | 4 marzo 1815                             | 8 gennaio 1821                           |                                                        | 1/2                                                            | Eletto nel 1815 Ha perso la rielezione e dimessosi                 |
| Vacante                                  | Vacante                                  | Vacante                                  | Vacante                                  | 8 gennaio 1821                           | 26 gennaio 1821                          |                                                        | 1/2                                                            |                                                                    |
| 9                                        |                                          | Samuel L. Southard                       | Democratico- Repubblicano                | 26 gennaio 1821                          | 3 marzo 1823                             | Nominato avendo già vinto l'elezione                   | 1/2                                                            |                                                                    |
| 9                                        | 17                                       | Samuel L. Southard                       | Democratico- Repubblicano                | 26 gennaio 1821                          | 3 marzo 1823                             | 1/2                                                    | Eletto nel 1820 Dimessosi per diventare Segretario alla Marina |                                                                    |
| Vacante                                  | Vacante                                  | Vacante                                  | Vacante                                  | 4 marzo 1823                             | 12 novembre 1823                         | 1/2                                                    | 18                                                             |                                                                    |
| 10                                       |                                          | Joseph McIlvaine                         | Democratico- Repubblicano                | 12 novembre 1823                         | 19 agosto 1826                           | 1/2                                                    | 18                                                             | Eletto per terminare il mandato Deceduto                           |
| 10                                       | Anti- Jacksoniano                        | Joseph McIlvaine                         | 19                                       | 12 novembre 1823                         | 19 agosto 1826                           | 1/2                                                    |                                                                | Eletto per terminare il mandato Deceduto                           |
| Vacante                                  | Vacante                                  | Vacante                                  | Vacante                                  | 19 agosto 1826                           | 10 novembre 1826                         | 1/2                                                    |                                                                |                                                                    |
| 11                                       |                                          | Ephraim Bateman                          | 19                                       | Anti- Jacksoniano                        | 10 novembre 1826                         | 1/2                                                    | 12 gennaio 1829                                                | Eletto per terminare il mandato                                    |
| 11                                       | 20                                       | Ephraim Bateman                          | 1/2                                      | Anti- Jacksoniano                        | 10 novembre 1826                         | Rieletto nel 1826 Dimessosi                            | 12 gennaio 1829                                                |                                                                    |
| Vacante                                  | Vacante                                  | Vacante                                  | Vacante                                  | 12 gennaio 1829                          | 30 gennaio 1829                          |                                                        |                                                                |                                                                    |
|                                          | 20                                       |                                          | 1/2                                      | Mahlon Dickerson                         | Jacksoniano                              | 12 gennaio 1829                                        | 3 marzo 1833                                                   | Eletto per terminare il mandato                                    |
| 12                                       | 21                                       |                                          | 1/2                                      | Mahlon Dickerson                         | Jacksoniano                              | 12 gennaio 1829                                        | 3 marzo 1833                                                   | Eletto per terminare il mandato                                    |
| 12                                       | 22                                       |                                          | 1/2                                      | Mahlon Dickerson                         | Jacksoniano                              | 12 gennaio 1829                                        | 3 marzo 1833                                                   | Eletto per terminare il mandato                                    |
| 13                                       |                                          | Samuel L. Southard                       | Anti- Jacksoniano                        | 4 marzo 1833                             | 26 giugno 1842                           | 23                                                     | 1                                                              | Eletto nel 1833                                                    |
| 13                                       | 24                                       | Samuel L. Southard                       | Anti- Jacksoniano                        | 4 marzo 1833                             | 26 giugno 1842                           |                                                        | 1                                                              | Eletto nel 1833                                                    |
| 13                                       | Whig                                     | Samuel L. Southard                       | 25                                       | 4 marzo 1833                             | 26 giugno 1842                           |                                                        | 1                                                              | Eletto nel 1833                                                    |
| 13                                       | Whig                                     | Samuel L. Southard                       | 26                                       | 4 marzo 1833                             | 26 giugno 1842                           | 1/2                                                    | Rieletto nel 1838 Dimessosi                                    |                                                                    |
| 13                                       | Whig                                     | Samuel L. Southard                       | 27                                       | 4 marzo 1833                             | 26 giugno 1842                           | 1/2                                                    |                                                                |                                                                    |
| Vacante                                  | Vacante                                  | Vacante                                  | Vacante                                  | 26 giugno 1842                           | 2 luglio 1842                            | 1/2                                                    | Eletto per terminare il mandato                                |                                                                    |
|                                          |                                          | William L. Dayton                        | Whig                                     | 2 luglio 1842                            | 3 marzo 1851                             | 1/2                                                    | Eletto per terminare il mandato                                |                                                                    |
| 14                                       | 28                                       | William L. Dayton                        | Whig                                     | 2 luglio 1842                            | 3 marzo 1851                             | 1/2                                                    | Eletto per terminare il mandato                                |                                                                    |
| 14                                       | 29                                       | William L. Dayton                        | Whig                                     | 2 luglio 1842                            | 3 marzo 1851                             | 1                                                      | Rieletto nel 1844 Ha perso la rielezione                       |                                                                    |
| 14                                       | 30                                       | William L. Dayton                        | Whig                                     | 2 luglio 1842                            | 3 marzo 1851                             | 1                                                      | Rieletto nel 1844 Ha perso la rielezione                       |                                                                    |
| 14                                       | 31                                       | William L. Dayton                        | Whig                                     | 2 luglio 1842                            | 3 marzo 1851                             | 1                                                      | Rieletto nel 1844 Ha perso la rielezione                       |                                                                    |
| 15                                       |                                          | Robert F. Stockton                       | Democratico                              | 4 marzo 1851                             | 10 gennaio 1853                          | 32                                                     | 1/2                                                            | Eletto nel 1851 Dimessosi                                          |
| Vacante                                  | Vacante                                  | Vacante                                  | Vacante                                  | 10 gennaio 1853                          | 4 marzo 1853                             | 32                                                     | 1/2                                                            |                                                                    |
| 16                                       |                                          | John Renshaw Thomson                     | Democratico                              | 4 marzo 1853                             | 12 settembre 1862                        | 33                                                     | 1/2                                                            | Eletto per terminare il mandato                                    |
| 16                                       | 34                                       | John Renshaw Thomson                     | Democratico                              | 4 marzo 1853                             | 12 settembre 1862                        |                                                        | 1/2                                                            | Eletto per terminare il mandato                                    |
| 16                                       | 35                                       | John Renshaw Thomson                     | Democratico                              | 4 marzo 1853                             | 12 settembre 1862                        | 1/2                                                    | Rieletto nel 1857 Deceduto                                     |                                                                    |
| 16                                       | 36                                       | John Renshaw Thomson                     | Democratico                              | 4 marzo 1853                             | 12 settembre 1862                        | 1/2                                                    | Rieletto nel 1857 Deceduto                                     |                                                                    |
| 16                                       | 37                                       | John Renshaw Thomson                     | Democratico                              | 4 marzo 1853                             | 12 settembre 1862                        | 1/2                                                    | Rieletto nel 1857 Deceduto                                     |                                                                    |
| Vacante                                  | Vacante                                  | Vacante                                  | Vacante                                  | 12 settembre 1862                        | 21 novembre 1862                         | 1/2                                                    |                                                                |                                                                    |
| 17                                       |                                          | Richard Stockton Field                   | Repubblicano                             | 21 novembre 1862                         | 14 gennaio 1863                          | 1/2                                                    | Nominato per continuare il mandato Ritiratosi                  |                                                                    |
| 18                                       |                                          | James Walter Wall                        | Democratico                              | 14 gennaio 1863                          | 3 marzo 1863                             | 1/2                                                    | Eletto per terminare il mandato Ha perso la rielezione         |                                                                    |
| 19                                       |                                          | William Wright                           | Democratico                              | 4 marzo 1863                             | 1 novembre 1866                          | 38                                                     | 1/2                                                            | Eletto nel 1863 Deceduto                                           |
| 19                                       | 39                                       | William Wright                           | Democratico                              | 4 marzo 1863                             | 1 novembre 1866                          |                                                        | 1/2                                                            | Eletto nel 1863 Deceduto                                           |
| Vacante                                  | Vacante                                  | Vacante                                  | Vacante                                  | 1 novembre 1866                          | 12 novembre 1866                         |                                                        | 1/2                                                            |                                                                    |
| 20                                       |                                          | Frederick T. Frelinghuysen               | Repubblicano                             | 12 novembre 1866                         | 3 marzo 1869                             | Eletto per terminare il mandato Ha perso la rielezione | 1/2                                                            |                                                                    |
| 20                                       | 40                                       | Frederick T. Frelinghuysen               | Repubblicano                             | 12 novembre 1866                         | 3 marzo 1869                             | Eletto per terminare il mandato Ha perso la rielezione | 1/2                                                            |                                                                    |
| 21                                       |                                          | John P. Stockton                         | Democratico                              | 4 marzo 1869                             | 3 marzo 1875                             | 41                                                     | 1                                                              | Eletto nel 1869                                                    |
| 21                                       | 42                                       | John P. Stockton                         | Democratico                              | 4 marzo 1869                             | 3 marzo 1875                             |                                                        | 1                                                              | Eletto nel 1869                                                    |
| 21                                       | 43                                       | John P. Stockton                         | Democratico                              | 4 marzo 1869                             | 3 marzo 1875                             |                                                        | 1                                                              | Eletto nel 1869                                                    |
| 22                                       |                                          | Theodore F. Randolph                     | Democratico                              | 4 marzo 1875                             | 3 marzo 1881                             | 44                                                     | 1                                                              | Eletto nel 1875                                                    |
| 22                                       | 45                                       | Theodore F. Randolph                     | Democratico                              | 4 marzo 1875                             | 3 marzo 1881                             |                                                        | 1                                                              | Eletto nel 1875                                                    |
| 22                                       | 46                                       | Theodore F. Randolph                     | Democratico                              | 4 marzo 1875                             | 3 marzo 1881                             |                                                        | 1                                                              | Eletto nel 1875                                                    |
| 23                                       |                                          | William Joyce Sewell                     | Repubblicano                             | 4 marzo 1881                             | 3 marzo 1887                             | 47                                                     | 1                                                              | Eletto nel 1881 Ha perso la rielezione                             |
| 23                                       | 48                                       | William Joyce Sewell                     | Repubblicano                             | 4 marzo 1881                             | 3 marzo 1887                             |                                                        | 1                                                              | Eletto nel 1881 Ha perso la rielezione                             |
| 23                                       | 49                                       | William Joyce Sewell                     | Repubblicano                             | 4 marzo 1881                             | 3 marzo 1887                             |                                                        | 1                                                              | Eletto nel 1881 Ha perso la rielezione                             |
| 24                                       |                                          | Rufus Blodgett                           | Democratico                              | 4 marzo 1887                             | 3 marzo 1893                             | 50                                                     | 1                                                              | Eletto nel 1886 Ritiratosi                                         |
| 24                                       | 51                                       | Rufus Blodgett                           | Democratico                              | 4 marzo 1887                             | 3 marzo 1893                             |                                                        | 1                                                              | Eletto nel 1886 Ritiratosi                                         |
| 24                                       | 52                                       | Rufus Blodgett                           | Democratico                              | 4 marzo 1887                             | 3 marzo 1893                             |                                                        | 1                                                              | Eletto nel 1886 Ritiratosi                                         |
| 25                                       |                                          | James Smith, Jr.                         | Democratico                              | 4 marzo 1893                             | 3 marzo 1899                             | 53                                                     | 1                                                              | Eletto nel 1893 Ha perso la rielezione                             |
| 25                                       | 54                                       | James Smith, Jr.                         | Democratico                              | 4 marzo 1893                             | 3 marzo 1899                             |                                                        | 1                                                              | Eletto nel 1893 Ha perso la rielezione                             |
| 25                                       | 55                                       | James Smith, Jr.                         | Democratico                              | 4 marzo 1893                             | 3 marzo 1899                             |                                                        | 1                                                              | Eletto nel 1893 Ha perso la rielezione                             |
| 26                                       |                                          | John Kean                                | Repubblicano                             | 4 marzo 1899                             | 3 marzo 1911                             | 56                                                     | 1                                                              | Eletto nel 1899                                                    |
| 26                                       | 57                                       | John Kean                                | Repubblicano                             | 4 marzo 1899                             | 3 marzo 1911                             |                                                        | 1                                                              | Eletto nel 1899                                                    |
| 26                                       | 58                                       | John Kean                                | Repubblicano                             | 4 marzo 1899                             | 3 marzo 1911                             |                                                        | 1                                                              | Eletto nel 1899                                                    |
| 26                                       | 59                                       | John Kean                                | Repubblicano                             | 4 marzo 1899                             | 3 marzo 1911                             | 2                                                      | Rieletto nel 1905 Ritiratosi                                   |                                                                    |
| 26                                       | 60                                       | John Kean                                | Repubblicano                             | 4 marzo 1899                             | 3 marzo 1911                             | 2                                                      | Rieletto nel 1905 Ritiratosi                                   |                                                                    |
| 26                                       | 61                                       | John Kean                                | Repubblicano                             | 4 marzo 1899                             | 3 marzo 1911                             | 2                                                      | Rieletto nel 1905 Ritiratosi                                   |                                                                    |
| 27                                       |                                          | James Edgar Martine                      | Democratico                              | 4 marzo 1911                             | 3 marzo 1917                             | 62                                                     | 1                                                              | Eletto nel 1911 Ha perso la rielezione                             |
| 27                                       | 63                                       | James Edgar Martine                      | Democratico                              | 4 marzo 1911                             | 3 marzo 1917                             |                                                        | 1                                                              | Eletto nel 1911 Ha perso la rielezione                             |
| 27                                       | 64                                       | James Edgar Martine                      | Democratico                              | 4 marzo 1911                             | 3 marzo 1917                             |                                                        | 1                                                              | Eletto nel 1911 Ha perso la rielezione                             |
| 28                                       |                                          | Joseph S. Frelinghuysen                  | Repubblicano                             | 4 marzo 1917                             | 3 marzo 1923                             | 65                                                     | 1                                                              | Eletto nel 1916 Ha perso la rielezione                             |
| 28                                       | 66                                       | Joseph S. Frelinghuysen                  | Repubblicano                             | 4 marzo 1917                             | 3 marzo 1923                             |                                                        | 1                                                              | Eletto nel 1916 Ha perso la rielezione                             |
| 28                                       | 67                                       | Joseph S. Frelinghuysen                  | Repubblicano                             | 4 marzo 1917                             | 3 marzo 1923                             |                                                        | 1                                                              | Eletto nel 1916 Ha perso la rielezione                             |
| 29                                       |                                          | Edward I. Edwards                        | Democratico                              | 4 marzo 1923                             | 3 marzo 1929                             | 68                                                     | 1                                                              | Eletto nel 1922 Ha perso la rielezione                             |
| 29                                       | 69                                       | Edward I. Edwards                        | Democratico                              | 4 marzo 1923                             | 3 marzo 1929                             |                                                        | 1                                                              | Eletto nel 1922 Ha perso la rielezione                             |
| 29                                       | 70                                       | Edward I. Edwards                        | Democratico                              | 4 marzo 1923                             | 3 marzo 1929                             |                                                        | 1                                                              | Eletto nel 1922 Ha perso la rielezione                             |
| 30                                       |                                          | Hamilton Fish Kean                       | Repubblicano                             | 4 marzo 1929                             | 3 gennaio 1935                           | 71                                                     | 1                                                              | Eletto nel 1928 Ha perso la rielezione                             |
| 30                                       | 72                                       | Hamilton Fish Kean                       | Repubblicano                             | 4 marzo 1929                             | 3 gennaio 1935                           |                                                        | 1                                                              | Eletto nel 1928 Ha perso la rielezione                             |
| 30                                       | 73                                       | Hamilton Fish Kean                       | Repubblicano                             | 4 marzo 1929                             | 3 gennaio 1935                           |                                                        | 1                                                              | Eletto nel 1928 Ha perso la rielezione                             |
| 31                                       |                                          | A. Harry Moore                           | Democratico                              | 3 gennaio 1935                           | 17 gennaio 1938                          | 74                                                     | 1/2                                                            | Eletto nel 1934 Dimessosi per diventare Governatore                |
| 31                                       | 75                                       | A. Harry Moore                           | Democratico                              | 3 gennaio 1935                           | 17 gennaio 1938                          |                                                        | 1/2                                                            | Eletto nel 1934 Dimessosi per diventare Governatore                |
| 32                                       |                                          | John Gerald Milton                       | Democratico                              | 17 gennaio 1938                          | 8 novembre 1938                          |                                                        | 1/2                                                            |                                                                    |
|                                          |                                          | William Warren Barbour                   | Repubblicano                             | 8 novembre 1938                          | 22 novembre 1843                         | Eletto per terminare il mandato                        | 1/2                                                            |                                                                    |
| 33                                       | 76                                       | William Warren Barbour                   | Repubblicano                             | 8 novembre 1938                          | 22 novembre 1843                         | Eletto per terminare il mandato                        | 1/2                                                            |                                                                    |
| 33                                       | 77                                       | William Warren Barbour                   | Repubblicano                             | 8 novembre 1938                          | 22 novembre 1843                         | 1/2                                                    | Rieletto nel 1940 Deceduto                                     |                                                                    |
| 33                                       | 78                                       | William Warren Barbour                   | Repubblicano                             | 8 novembre 1938                          | 22 novembre 1843                         | 1/2                                                    |                                                                |                                                                    |
| Vacante                                  | Vacante                                  | Vacante                                  | Vacante                                  | 22 novembre 1843                         | 26 novembre 1843                         | 1/2                                                    |                                                                |                                                                    |
| 34                                       |                                          | Arthur Walsh                             | Democratico                              | 26 novembre 1843                         | 7 dicembre 1944                          | 1/2                                                    | Nominato per continuare il mandato Ritiratosi                  |                                                                    |
| 35                                       |                                          | Howard Alexander Smith                   | Repubblicano                             | 7 dicembre 1944                          | 3 gennaio 1959                           | 1/2                                                    | Eletto per terminare il mandato                                |                                                                    |
| 35                                       | 79                                       | Howard Alexander Smith                   | Repubblicano                             | 7 dicembre 1944                          | 3 gennaio 1959                           | 1/2                                                    | Eletto per terminare il mandato                                |                                                                    |
| 35                                       | 80                                       | Howard Alexander Smith                   | Repubblicano                             | 7 dicembre 1944                          | 3 gennaio 1959                           | 1                                                      | Rieletto nel 1946                                              |                                                                    |
| 35                                       | 81                                       | Howard Alexander Smith                   | Repubblicano                             | 7 dicembre 1944                          | 3 gennaio 1959                           | 1                                                      | Rieletto nel 1946                                              |                                                                    |
| 35                                       | 82                                       | Howard Alexander Smith                   | Repubblicano                             | 7 dicembre 1944                          | 3 gennaio 1959                           | 1                                                      | Rieletto nel 1946                                              |                                                                    |
| 35                                       | 83                                       | Howard Alexander Smith                   | Repubblicano                             | 7 dicembre 1944                          | 3 gennaio 1959                           | 2                                                      | Eletto nel 1952 Ritiratosi                                     |                                                                    |
| 35                                       | 84                                       | Howard Alexander Smith                   | Repubblicano                             | 7 dicembre 1944                          | 3 gennaio 1959                           | 2                                                      | Eletto nel 1952 Ritiratosi                                     |                                                                    |
| 35                                       | 85                                       | Howard Alexander Smith                   | Repubblicano                             | 7 dicembre 1944                          | 3 gennaio 1959                           | 2                                                      | Eletto nel 1952 Ritiratosi                                     |                                                                    |
| 36                                       |                                          | Harrison A. Williams                     | Democratico                              | 3 gennaio 1959                           | 11 marzo 1982                            | 86                                                     | 1                                                              | Eletto nel 1958                                                    |
| 36                                       | 87                                       | Harrison A. Williams                     | Democratico                              | 3 gennaio 1959                           | 11 marzo 1982                            |                                                        | 1                                                              | Eletto nel 1958                                                    |
| 36                                       | 88                                       | Harrison A. Williams                     | Democratico                              | 3 gennaio 1959                           | 11 marzo 1982                            |                                                        | 1                                                              | Eletto nel 1958                                                    |
| 36                                       | 89                                       | Harrison A. Williams                     | Democratico                              | 3 gennaio 1959                           | 11 marzo 1982                            | 2                                                      | Rieletto nel 1964                                              |                                                                    |
| 36                                       | 90                                       | Harrison A. Williams                     | Democratico                              | 3 gennaio 1959                           | 11 marzo 1982                            | 2                                                      | Rieletto nel 1964                                              |                                                                    |
| 36                                       | 91                                       | Harrison A. Williams                     | Democratico                              | 3 gennaio 1959                           | 11 marzo 1982                            | 2                                                      | Rieletto nel 1964                                              |                                                                    |
| 36                                       | 92                                       | Harrison A. Williams                     | Democratico                              | 3 gennaio 1959                           | 11 marzo 1982                            | 3                                                      | Rieletto nel 1970                                              |                                                                    |
| 36                                       | 93                                       | Harrison A. Williams                     | Democratico                              | 3 gennaio 1959                           | 11 marzo 1982                            | 3                                                      | Rieletto nel 1970                                              |                                                                    |
| 36                                       | 94                                       | Harrison A. Williams                     | Democratico                              | 3 gennaio 1959                           | 11 marzo 1982                            | 3                                                      | Rieletto nel 1970                                              |                                                                    |
| 36                                       | 95                                       | Harrison A. Williams                     | Democratico                              | 3 gennaio 1959                           | 11 marzo 1982                            | 1/2                                                    | Rieletto nel 1976 Dimessosi                                    |                                                                    |
| 36                                       | 96                                       | Harrison A. Williams                     | Democratico                              | 3 gennaio 1959                           | 11 marzo 1982                            | 1/2                                                    | Rieletto nel 1976 Dimessosi                                    |                                                                    |
| 36                                       | 97                                       | Harrison A. Williams                     | Democratico                              | 3 gennaio 1959                           | 11 marzo 1982                            | 1/2                                                    | Rieletto nel 1976 Dimessosi                                    |                                                                    |
| Vacante                                  | Vacante                                  | Vacante                                  | Vacante                                  | 11 marzo 1982                            | 12 aprile 1982                           | 1/2                                                    |                                                                |                                                                    |
| 37                                       |                                          | Nicholas F. Brady                        | Repubblicano                             | 12 aprile 1982                           | 27 dicembre 1982                         | 1/2                                                    | Nominato per terminare il mandato Dimessosi anticipatamente    |                                                                    |
| 38                                       |                                          | Frank Lautenberg                         | Democratico                              | 27 dicembre 1982                         | 3 gennaio 2001                           | 1/2                                                    | Nominato avendo già vinto le elezioni                          |                                                                    |
| 38                                       | 98                                       | Frank Lautenberg                         | Democratico                              | 27 dicembre 1982                         | 3 gennaio 2001                           | 1                                                      | Eletto nel 1982                                                |                                                                    |
| 38                                       | 99                                       | Frank Lautenberg                         | Democratico                              | 27 dicembre 1982                         | 3 gennaio 2001                           | 1                                                      | Eletto nel 1982                                                |                                                                    |
| 38                                       | 100                                      | Frank Lautenberg                         | Democratico                              | 27 dicembre 1982                         | 3 gennaio 2001                           | 1                                                      | Eletto nel 1982                                                |                                                                    |
| 38                                       | 101                                      | Frank Lautenberg                         | Democratico                              | 27 dicembre 1982                         | 3 gennaio 2001                           | 2                                                      | Rieletto nel 1988                                              |                                                                    |
| 38                                       | 102                                      | Frank Lautenberg                         | Democratico                              | 27 dicembre 1982                         | 3 gennaio 2001                           | 2                                                      | Rieletto nel 1988                                              |                                                                    |
| 38                                       | 103                                      | Frank Lautenberg                         | Democratico                              | 27 dicembre 1982                         | 3 gennaio 2001                           | 2                                                      | Rieletto nel 1988                                              |                                                                    |
| 38                                       | 104                                      | Frank Lautenberg                         | Democratico                              | 27 dicembre 1982                         | 3 gennaio 2001                           | 3                                                      | Rieletto nel 1994 Ritiratosi                                   |                                                                    |
| 38                                       | 105                                      | Frank Lautenberg                         | Democratico                              | 27 dicembre 1982                         | 3 gennaio 2001                           | 3                                                      | Rieletto nel 1994 Ritiratosi                                   |                                                                    |
| 38                                       | 106                                      | Frank Lautenberg                         | Democratico                              | 27 dicembre 1982                         | 3 gennaio 2001                           | 3                                                      | Rieletto nel 1994 Ritiratosi                                   |                                                                    |
| 39                                       |                                          | Jon Corzine                              | Democratico                              | 3 gennaio 2001                           | 17 gennaio 2006                          | 107                                                    | 1/2                                                            | Eletto nel 2000 Dimessosi per diventare Governatore del New Jersey |
| 39                                       | 108                                      | Jon Corzine                              | Democratico                              | 3 gennaio 2001                           | 17 gennaio 2006                          |                                                        | 1/2                                                            | Eletto nel 2000 Dimessosi per diventare Governatore del New Jersey |
| 39                                       | 109                                      | Jon Corzine                              | Democratico                              | 3 gennaio 2001                           | 17 gennaio 2006                          |                                                        | 1/2                                                            | Eletto nel 2000 Dimessosi per diventare Governatore del New Jersey |
| 40                                       |                                          | Bob Menendez                             | Democratico                              | 18 gennaio 2006                          | in carica                                | Nominato per terminare il mandato                      | 1/2                                                            |                                                                    |
| 40                                       | 110                                      | Bob Menendez                             | Democratico                              | 18 gennaio 2006                          | in carica                                | 1                                                      | Eletto 2006 Ritiratosi                                         |                                                                    |
| 40                                       | 111                                      | Bob Menendez                             | Democratico                              | 18 gennaio 2006                          | in carica                                | 1                                                      | Eletto 2006 Ritiratosi                                         |                                                                    |
| 40                                       | 112                                      | Bob Menendez                             | Democratico                              | 18 gennaio 2006                          | in carica                                | 1                                                      | Eletto 2006 Ritiratosi                                         |                                                                    |
| 40                                       | 113                                      | Bob Menendez                             | Democratico                              | 18 gennaio 2006                          | in carica                                | 2                                                      | Rieletto nel 2012                                              |                                                                    |
| 40                                       | 114                                      | Bob Menendez                             | Democratico                              | 18 gennaio 2006                          | in carica                                | 2                                                      | Rieletto nel 2012                                              |                                                                    |
| 40                                       | 115                                      | Bob Menendez                             | Democratico                              | 18 gennaio 2006                          | in carica                                | 2                                                      | Rieletto nel 2012                                              |                                                                    |
| 40                                       | 116                                      | Bob Menendez                             | Democratico                              | 18 gennaio 2006                          | in carica                                | 3                                                      | Rieletta nel 2018                                              |                                                                    |
| 40                                       | 117                                      | Bob Menendez                             | Democratico                              | 18 gennaio 2006                          | in carica                                | 3                                                      | Rieletta nel 2018                                              |                                                                    |
| 40                                       | 118                                      | Bob Menendez                             | Democratico                              | 18 gennaio 2006                          | in carica                                | 3                                                      | Rieletta nel 2018                                              |                                                                    |
| Da determinarsi con le elezioni del 2024 | Da determinarsi con le elezioni del 2024 | Da determinarsi con le elezioni del 2024 | Da determinarsi con le elezioni del 2024 | Da determinarsi con le elezioni del 2024 | Da determinarsi con le elezioni del 2024 | 119                                                    |                                                                |                                                                    |
| Da determinarsi con le elezioni del 2024 | Da determinarsi con le elezioni del 2024 | Da determinarsi con le elezioni del 2024 | Da determinarsi con le elezioni del 2024 | Da determinarsi con le elezioni del 2024 | Da determinarsi con le elezioni del 2024 | 120                                                    |                                                                |                                                                    |
| Da determinarsi con le elezioni del 2024 | Da determinarsi con le elezioni del 2024 | Da determinarsi con le elezioni del 2024 | Da determinarsi con le elezioni del 2024 | Da determinarsi con le elezioni del 2024 | Da determinarsi con le elezioni del 2024 | 121                                                    |                                                                |                                                                    |

### Classe 2
| N.                                       | Foto                                     | Senatore                                 | Partito                                  | Carica                                   | Carica                                   | Congresso                                  | Mandato                                                                  | Storia elettorale                                      |
| N.                                       | Foto                                     | Senatore                                 | Partito                                  | Inizio                                   | Termine                                  | Congresso                                  | Mandato                                                                  | Storia elettorale                                      |
| ---------------------------------------- | ---------------------------------------- | ---------------------------------------- | ---------------------------------------- | ---------------------------------------- | ---------------------------------------- | ------------------------------------------ | ------------------------------------------------------------------------ | ------------------------------------------------------ |
| 1                                        |                                          | William Paterson                         | Pro- Amministrazione                     | 4 marzo 1789                             | 13 novembre 1790                         | 1                                          | 1                                                                        | Eletto nel 1789 Dimessosi per diventare Governatore    |
| Vacante                                  | Vacante                                  | Vacante                                  | Vacante                                  | 13 novembre 1790                         | 23 novembre 1790                         | 1                                          | 1                                                                        |                                                        |
| 2                                        |                                          | Philemon Dickinson                       | Pro- Amministrazione                     | 23 novembre 1790                         | 3 marzo 1793                             | 1                                          | 1                                                                        | Eletto per terminare il mandato                        |
|                                          | 2                                        | Philemon Dickinson                       | Pro- Amministrazione                     | 23 novembre 1790                         | 3 marzo 1793                             |                                            | 1                                                                        | Eletto per terminare il mandato                        |
| 3                                        |                                          | Frederick Frelinghuysen                  | Pro- Amministrazione                     | 4 marzo 1793                             | 12 novembre 1796                         | 3                                          | 1⁄2                                                                      | Rieletto nel 1793 Rassegnò le dimissioni               |
| 3                                        | Federalista                              | Frederick Frelinghuysen                  | 4                                        | 4 marzo 1793                             | 12 novembre 1796                         |                                            | 1⁄2                                                                      | Rieletto nel 1793 Rassegnò le dimissioni               |
|                                          |                                          | Richard Stockton                         | 4                                        | Federalista                              | 12 novembre 1796                         | 3 marzo 1799                               | 1⁄2                                                                      | Eletto per terminare il mandato Ritiratosi             |
| 4                                        | 5                                        | Richard Stockton                         |                                          | Federalista                              | 12 novembre 1796                         | 3 marzo 1799                               | 1⁄2                                                                      | Eletto per terminare il mandato Ritiratosi             |
| 5                                        |                                          | Jonathan Dayton                          | Federalista                              | 4 marzo 1799                             | 3 marzo 1805                             | 6                                          | 1                                                                        | Eletto in 1799 Ha perso la rielezione                  |
| 5                                        | 7                                        | Jonathan Dayton                          | Federalista                              | 4 marzo 1799                             | 3 marzo 1805                             |                                            | 1                                                                        | Eletto in 1799 Ha perso la rielezione                  |
| 5                                        | 8                                        | Jonathan Dayton                          | Federalista                              | 4 marzo 1799                             | 3 marzo 1805                             |                                            | 1                                                                        | Eletto in 1799 Ha perso la rielezione                  |
| 6                                        |                                          | Aaron Kitchell                           | Democratico- Repubblicano                | 4 marzo 1805                             | 12 marzo 1809                            | 9                                          | 1/2                                                                      | Eletto nel 1804 Dimessosi                              |
| 6                                        | 10                                       | Aaron Kitchell                           | Democratico- Repubblicano                | 4 marzo 1805                             | 12 marzo 1809                            |                                            | 1/2                                                                      | Eletto nel 1804 Dimessosi                              |
| 6                                        | 11                                       | Aaron Kitchell                           | Democratico- Repubblicano                | 4 marzo 1805                             | 12 marzo 1809                            |                                            | 1/2                                                                      | Eletto nel 1804 Dimessosi                              |
| Vacante                                  | Vacante                                  | Vacante                                  | Vacante                                  |                                          | 21 marzo 1809                            |                                            | 1/2                                                                      |                                                        |
| 7                                        |                                          | John Condit                              | Democratico- Repubblicano                | 21 marzo 1809                            | 3 marzo 1817                             | Eletto per terminare il mandato            | 1/2                                                                      |                                                        |
| 7                                        | 12                                       | John Condit                              | Democratico- Repubblicano                | 21 marzo 1809                            | 3 marzo 1817                             | 1                                          | Rieletto nel 1810                                                        |                                                        |
| 7                                        | 13                                       | John Condit                              | Democratico- Repubblicano                | 21 marzo 1809                            | 3 marzo 1817                             | 1                                          | Rieletto nel 1810                                                        |                                                        |
| 7                                        | 14                                       | John Condit                              | Democratico- Repubblicano                | 21 marzo 1809                            | 3 marzo 1817                             | 1                                          | Rieletto nel 1810                                                        |                                                        |
| 8                                        |                                          | Mahlon Dickerson                         | Democratico- Repubblicano                | 4 marzo 1817                             | 30 gennaio 1829                          | 15                                         | 1                                                                        | Eletto nel 1817                                        |
| 8                                        | 16                                       | Mahlon Dickerson                         | Democratico- Repubblicano                | 4 marzo 1817                             | 30 gennaio 1829                          |                                            | 1                                                                        | Eletto nel 1817                                        |
| 8                                        | 17                                       | Mahlon Dickerson                         | Democratico- Repubblicano                | 4 marzo 1817                             | 30 gennaio 1829                          |                                            | 1                                                                        | Eletto nel 1817                                        |
| 8                                        | 18                                       | Mahlon Dickerson                         | Democratico- Repubblicano                | 4 marzo 1817                             | 30 gennaio 1829                          | 1⁄2                                        | Rieletto nel 1823 Rassegnò le dimissioni e fu rieletto nell'altro seggio |                                                        |
| 8                                        | Jacksoniano                              | Mahlon Dickerson                         | 19                                       | 4 marzo 1817                             | 30 gennaio 1829                          | 1⁄2                                        | Rieletto nel 1823 Rassegnò le dimissioni e fu rieletto nell'altro seggio |                                                        |
| 8                                        | Jacksoniano                              | Mahlon Dickerson                         | 20                                       | 4 marzo 1817                             | 30 gennaio 1829                          | 1⁄2                                        | Rieletto nel 1823 Rassegnò le dimissioni e fu rieletto nell'altro seggio |                                                        |
| Vacante                                  | Vacante                                  | Vacante                                  | Vacante                                  | 30 gennaio 1829                          | 3 marzo 1829                             | 1⁄2                                        |                                                                          |                                                        |
| 9                                        |                                          | Theodore Frelinghuysen                   | Anti- Jacksoniano                        | 4 marzo 1829                             | 3 marzo 1835                             | 21                                         | 1                                                                        | Eletto nel 1828 Ritiratosi                             |
| 9                                        | 22                                       | Theodore Frelinghuysen                   | Anti- Jacksoniano                        | 4 marzo 1829                             | 3 marzo 1835                             |                                            | 1                                                                        | Eletto nel 1828 Ritiratosi                             |
| 9                                        | 23                                       | Theodore Frelinghuysen                   | Anti- Jacksoniano                        | 4 marzo 1829                             | 3 marzo 1835                             |                                            | 1                                                                        | Eletto nel 1828 Ritiratosi                             |
| 10                                       |                                          | Garret D. Wall                           | Jacksoniano                              | 4 marzo 1835                             | 3 marzo 1841                             | 24                                         | 1⁄2                                                                      | Eletto nel 1835 Ritiratosi                             |
| 10                                       | Democratico                              | Garret D. Wall                           | 25                                       | 4 marzo 1835                             | 3 marzo 1841                             |                                            | 1⁄2                                                                      | Eletto nel 1835 Ritiratosi                             |
| 10                                       | Democratico                              | Garret D. Wall                           | 26                                       | 4 marzo 1835                             | 3 marzo 1841                             |                                            | 1⁄2                                                                      | Eletto nel 1835 Ritiratosi                             |
| 11                                       |                                          | Jacob W. Miller                          | Whig                                     | 4 marzo 1841                             | 3 marzo 1853                             | 27                                         | 1                                                                        | Eletto nel 1840                                        |
| 11                                       | 28                                       | Jacob W. Miller                          | Whig                                     | 4 marzo 1841                             | 3 marzo 1853                             |                                            | 1                                                                        | Eletto nel 1840                                        |
| 11                                       | 29                                       | Jacob W. Miller                          | Whig                                     | 4 marzo 1841                             | 3 marzo 1853                             |                                            | 1                                                                        | Eletto nel 1840                                        |
| 11                                       | 30                                       | Jacob W. Miller                          | Whig                                     | 4 marzo 1841                             | 3 marzo 1853                             | 2                                          | Rieletto nel 1847 Ha perso la rielezione                                 |                                                        |
| 11                                       | 31                                       | Jacob W. Miller                          | Whig                                     | 4 marzo 1841                             | 3 marzo 1853                             | 2                                          | Rieletto nel 1847 Ha perso la rielezione                                 |                                                        |
| 11                                       | 32                                       | Jacob W. Miller                          | Whig                                     | 4 marzo 1841                             | 3 marzo 1853                             | 2                                          | Rieletto nel 1847 Ha perso la rielezione                                 |                                                        |
| 12                                       |                                          | William Wright                           | Democratico                              | 4 marzo 1853                             | 3 marzo 1859                             | 33                                         | 1                                                                        | Eletto nel 1853 Ha perso la rielezione                 |
| 12                                       | 34                                       | William Wright                           | Democratico                              | 4 marzo 1853                             | 3 marzo 1859                             |                                            | 1                                                                        | Eletto nel 1853 Ha perso la rielezione                 |
| 12                                       | 35                                       | William Wright                           | Democratico                              | 4 marzo 1853                             | 3 marzo 1859                             |                                            | 1                                                                        | Eletto nel 1853 Ha perso la rielezione                 |
| 13                                       |                                          | John C. Ten Eyck                         | Repubblicano                             | 4 marzo 1859                             | 3 marzo 1865                             | 36                                         | 1                                                                        | Rieletto nel 1858 Ha perso la rielezione               |
| 13                                       | 37                                       | John C. Ten Eyck                         | Repubblicano                             | 4 marzo 1859                             | 3 marzo 1865                             |                                            | 1                                                                        | Rieletto nel 1858 Ha perso la rielezione               |
| 13                                       | 38                                       | John C. Ten Eyck                         | Repubblicano                             | 4 marzo 1859                             | 3 marzo 1865                             |                                            | 1                                                                        | Rieletto nel 1858 Ha perso la rielezione               |
| Vacante                                  | Vacante                                  | Vacante                                  | Vacante                                  | 3 marzo 1865                             | 15 marzo 1865                            | 39                                         | 1/2                                                                      | Elezione con dispute                                   |
| 14                                       |                                          | John P. Stockton                         | Democratico                              | 15 marzo 1865                            | 27 marzo 1866                            | 39                                         | 1/2                                                                      | Eletto nel 1864 Elezione annulata                      |
| Vacante                                  | Vacante                                  | Vacante                                  | Vacante                                  | 27 marzo 1866                            | 19 settembre 1866                        | 39                                         | 1/2                                                                      |                                                        |
|                                          |                                          | Alexander G. Cattell                     | Repubblicano                             | 19 settembre 1866                        | 3 marzo 1871                             | 39                                         | 1/2                                                                      | Eletto per terminare il mandato Ritiratosi             |
| 15                                       | 40                                       | Alexander G. Cattell                     | Repubblicano                             | 19 settembre 1866                        | 3 marzo 1871                             |                                            | 1/2                                                                      | Eletto per terminare il mandato Ritiratosi             |
| 15                                       | 41                                       | Alexander G. Cattell                     | Repubblicano                             | 19 settembre 1866                        | 3 marzo 1871                             |                                            | 1/2                                                                      | Eletto per terminare il mandato Ritiratosi             |
| 16                                       |                                          | Frederick T. Frelinghuysen               | Repubblicano                             | 4 marzo 1871                             | 3 marzo 1877                             | 42                                         | 1                                                                        | Eletto nel 1871 Ha perso la rielezione                 |
| 16                                       | 43                                       | Frederick T. Frelinghuysen               | Repubblicano                             | 4 marzo 1871                             | 3 marzo 1877                             |                                            | 1                                                                        | Eletto nel 1871 Ha perso la rielezione                 |
| 16                                       | 44                                       | Frederick T. Frelinghuysen               | Repubblicano                             | 4 marzo 1871                             | 3 marzo 1877                             |                                            | 1                                                                        | Eletto nel 1871 Ha perso la rielezione                 |
| 17                                       |                                          | John R. McPherson                        | Democratico                              | 4 marzo 1877                             | 3 marzo 1895                             | 45                                         | 1                                                                        | Rieletto nel 1877                                      |
| 17                                       | 46                                       | John R. McPherson                        | Democratico                              | 4 marzo 1877                             | 3 marzo 1895                             |                                            | 1                                                                        | Rieletto nel 1877                                      |
| 17                                       | 47                                       | John R. McPherson                        | Democratico                              | 4 marzo 1877                             | 3 marzo 1895                             |                                            | 1                                                                        | Rieletto nel 1877                                      |
| 17                                       | 48                                       | John R. McPherson                        | Democratico                              | 4 marzo 1877                             | 3 marzo 1895                             | 2                                          | Rieletto nel 1883                                                        |                                                        |
| 17                                       | 49                                       | John R. McPherson                        | Democratico                              | 4 marzo 1877                             | 3 marzo 1895                             | 2                                          | Rieletto nel 1883                                                        |                                                        |
| 17                                       | 50                                       | John R. McPherson                        | Democratico                              | 4 marzo 1877                             | 3 marzo 1895                             | 2                                          | Rieletto nel 1883                                                        |                                                        |
| 17                                       | 51                                       | John R. McPherson                        | Democratico                              | 4 marzo 1877                             | 3 marzo 1895                             | 3                                          | Rieletto nel 1889                                                        |                                                        |
| 17                                       | 52                                       | John R. McPherson                        | Democratico                              | 4 marzo 1877                             | 3 marzo 1895                             | 3                                          | Rieletto nel 1889                                                        |                                                        |
| 17                                       | 53                                       | John R. McPherson                        | Democratico                              | 4 marzo 1877                             | 3 marzo 1895                             | 3                                          | Rieletto nel 1889                                                        |                                                        |
| 18                                       |                                          | William Joyce Sewell                     | Repubblicano                             | 4 marzo 1895                             | 27 dicembre 1901                         | 54                                         | 1                                                                        | Eletto nel 1895                                        |
| 18                                       | 55                                       | William Joyce Sewell                     | Repubblicano                             | 4 marzo 1895                             | 27 dicembre 1901                         |                                            | 1                                                                        | Eletto nel 1895                                        |
| 18                                       | 56                                       | William Joyce Sewell                     | Repubblicano                             | 4 marzo 1895                             | 27 dicembre 1901                         |                                            | 1                                                                        | Eletto nel 1895                                        |
| 18                                       | 57                                       | William Joyce Sewell                     | Repubblicano                             | 4 marzo 1895                             | 27 dicembre 1901                         | 1/2                                        | Rieletto nel 1901 Deceduto                                               |                                                        |
| Vacante                                  | Vacante                                  | Vacante                                  | Vacante                                  | 27 dicembre 1901                         | 29 gennaio 1902                          | 1/2                                        |                                                                          |                                                        |
|                                          | 57                                       |                                          | John F. Dryden                           | Repubblicano                             | 29 gennaio 1902                          | 1/2                                        | 3 marzo 1907                                                             | Eletto per terminare il mandato Ritiratosi             |
| 19                                       | 58                                       |                                          | John F. Dryden                           | Repubblicano                             | 29 gennaio 1902                          | 1/2                                        | 3 marzo 1907                                                             | Eletto per terminare il mandato Ritiratosi             |
| 19                                       | 59                                       |                                          | John F. Dryden                           | Repubblicano                             | 29 gennaio 1902                          | 1/2                                        | 3 marzo 1907                                                             | Eletto per terminare il mandato Ritiratosi             |
| 20                                       |                                          | Frank O. Briggs                          | Repubblicano                             | 4 marzo 1907                             | 3 marzo 1913                             | 60                                         | 1                                                                        | Eletto nel 1907 Ha perso la rielezione                 |
| 20                                       | 61                                       | Frank O. Briggs                          | Repubblicano                             | 4 marzo 1907                             | 3 marzo 1913                             |                                            | 1                                                                        | Eletto nel 1907 Ha perso la rielezione                 |
| 20                                       | 62                                       | Frank O. Briggs                          | Repubblicano                             | 4 marzo 1907                             | 3 marzo 1913                             |                                            | 1                                                                        | Eletto nel 1907 Ha perso la rielezione                 |
| 21                                       |                                          | William Hughes                           | Democratico                              | 4 marzo 1913                             | 30 gennaio 1918                          | 63                                         | 1/2                                                                      | Eletto nel 1913 Deceduto                               |
| 21                                       | 64                                       | William Hughes                           | Democratico                              | 4 marzo 1913                             | 30 gennaio 1918                          |                                            | 1/2                                                                      | Eletto nel 1913 Deceduto                               |
| 21                                       | 65                                       | William Hughes                           | Democratico                              | 4 marzo 1913                             | 30 gennaio 1918                          |                                            | 1/2                                                                      | Eletto nel 1913 Deceduto                               |
| Vacante                                  | Vacante                                  | Vacante                                  | Vacante                                  | 30 gennaio 1918                          | 23 febbraio 1918                         |                                            | 1/2                                                                      |                                                        |
| 22                                       |                                          | David Baird                              | Repubblicano                             | 23 febbraio 1918                         | 3 marzo 1919                             | Eletto per terminare il mandato Ritiratosi | 1/2                                                                      |                                                        |
| 23                                       |                                          | Walter Evans Edge                        | Repubblicano                             | 4 marzo 1919                             | 21 novembre 1929                         | 66                                         | 1                                                                        | Eletto nel 1918 Ritiratosi                             |
| 23                                       | 67                                       | Walter Evans Edge                        | Repubblicano                             | 4 marzo 1919                             | 21 novembre 1929                         |                                            | 1                                                                        | Eletto nel 1918 Ritiratosi                             |
| 23                                       | 68                                       | Walter Evans Edge                        | Repubblicano                             | 4 marzo 1919                             | 21 novembre 1929                         |                                            | 1                                                                        | Eletto nel 1918 Ritiratosi                             |
| 23                                       | 69                                       | Walter Evans Edge                        | Repubblicano                             | 4 marzo 1919                             | 21 novembre 1929                         | 1                                          | Eletto nel 1924 Dimessosi per diventare ambasciatore in Francia          |                                                        |
| 23                                       | 40                                       | Walter Evans Edge                        | Repubblicano                             | 4 marzo 1919                             | 21 novembre 1929                         | 1                                          | Eletto nel 1924 Dimessosi per diventare ambasciatore in Francia          |                                                        |
| 23                                       | 71                                       | Walter Evans Edge                        | Repubblicano                             | 4 marzo 1919                             | 21 novembre 1929                         | 1                                          | Eletto nel 1924 Dimessosi per diventare ambasciatore in Francia          |                                                        |
| Vacante                                  | Vacante                                  | Vacante                                  | Vacante                                  | 21 novembre 1929                         | 30 novembre 1929                         | 1                                          |                                                                          |                                                        |
| 24                                       |                                          | David Baird, Jr.                         | Repubblicano                             | 30 novembre 1929                         | 2 dicembre 1930                          | 1                                          | Nominato per continuare il mandato Ritiratosi                            |                                                        |
| 25                                       |                                          | Dwight Morrow                            | Repubblicano                             | 2 dicembre 1930                          | 5 ottobre 1931                           | 1                                          | Eletto per terminare il mandato                                          |                                                        |
| 25                                       | 72                                       | Dwight Morrow                            | Repubblicano                             | 2 dicembre 1930                          | 5 ottobre 1931                           | 1/2                                        | Eletto nel 1930 Deceduto                                                 |                                                        |
| Vacante                                  | Vacante                                  | Vacante                                  | Vacante                                  | 5 ottobre 1931                           | 1 dicembre 1831                          | 1/2                                        |                                                                          |                                                        |
|                                          | 72                                       |                                          | William Warren Barbour                   | Repubblicano                             | 1 dicembre 1831                          | 1/2                                        | 3 gennaio 1937                                                           | Eletto per terminare il mandato Ha perso la rielezione |
| 26                                       | 73                                       |                                          | William Warren Barbour                   | Repubblicano                             | 1 dicembre 1831                          | 1/2                                        | 3 gennaio 1937                                                           | Eletto per terminare il mandato Ha perso la rielezione |
| 26                                       | 74                                       |                                          | William Warren Barbour                   | Repubblicano                             | 1 dicembre 1831                          | 1/2                                        | 3 gennaio 1937                                                           | Eletto per terminare il mandato Ha perso la rielezione |
| 27                                       |                                          | William H. Smathers                      | Democratico                              | 3 gennaio 1937                           | 3 gennaio 1943                           | 75                                         | 1                                                                        | Eletto nel 1936 Ha perso la rielezione                 |
| 27                                       | 76                                       | William H. Smathers                      | Democratico                              | 3 gennaio 1937                           | 3 gennaio 1943                           |                                            | 1                                                                        | Eletto nel 1936 Ha perso la rielezione                 |
| 27                                       | 77                                       | William H. Smathers                      | Democratico                              | 3 gennaio 1937                           | 3 gennaio 1943                           |                                            | 1                                                                        | Eletto nel 1936 Ha perso la rielezione                 |
| 28                                       |                                          | Albert W. Hawkes                         | Repubblicano                             | 3 gennaio 1943                           | 3 gennaio 1949                           | 78                                         | 1                                                                        | Eletto nel 1942 Ritiratosi                             |
| 28                                       | 79                                       | Albert W. Hawkes                         | Repubblicano                             | 3 gennaio 1943                           | 3 gennaio 1949                           |                                            | 1                                                                        | Eletto nel 1942 Ritiratosi                             |
| 28                                       | 80                                       | Albert W. Hawkes                         | Repubblicano                             | 3 gennaio 1943                           | 3 gennaio 1949                           |                                            | 1                                                                        | Eletto nel 1942 Ritiratosi                             |
| 29                                       |                                          | Robert C. Hendrickson                    | Repubblicano                             | 3 gennaio 1949                           | 3 gennaio 1955                           | 81                                         | 1                                                                        | Eletto nel 1948 Ritiratosi                             |
| 29                                       | 82                                       | Robert C. Hendrickson                    | Repubblicano                             | 3 gennaio 1949                           | 3 gennaio 1955                           |                                            | 1                                                                        | Eletto nel 1948 Ritiratosi                             |
| 29                                       | 83                                       | Robert C. Hendrickson                    | Repubblicano                             | 3 gennaio 1949                           | 3 gennaio 1955                           |                                            | 1                                                                        | Eletto nel 1948 Ritiratosi                             |
| 30                                       |                                          | Clifford P. Case                         | Repubblicano                             | 3 gennaio 1955                           | 3 gennaio 1979                           | 84                                         | 1                                                                        | Eletto nel 1954                                        |
| 30                                       | 85                                       | Clifford P. Case                         | Repubblicano                             | 3 gennaio 1955                           | 3 gennaio 1979                           |                                            | 1                                                                        | Eletto nel 1954                                        |
| 30                                       | 86                                       | Clifford P. Case                         | Repubblicano                             | 3 gennaio 1955                           | 3 gennaio 1979                           |                                            | 1                                                                        | Eletto nel 1954                                        |
| 30                                       | 87                                       | Clifford P. Case                         | Repubblicano                             | 3 gennaio 1955                           | 3 gennaio 1979                           | 2                                          | Rieletto nel 1960                                                        |                                                        |
| 30                                       | 88                                       | Clifford P. Case                         | Repubblicano                             | 3 gennaio 1955                           | 3 gennaio 1979                           | 2                                          | Rieletto nel 1960                                                        |                                                        |
| 30                                       | 89                                       | Clifford P. Case                         | Repubblicano                             | 3 gennaio 1955                           | 3 gennaio 1979                           | 2                                          | Rieletto nel 1960                                                        |                                                        |
| 30                                       | 90                                       | Clifford P. Case                         | Repubblicano                             | 3 gennaio 1955                           | 3 gennaio 1979                           | 3                                          | Rieletto nel 1966                                                        |                                                        |
| 30                                       | 91                                       | Clifford P. Case                         | Repubblicano                             | 3 gennaio 1955                           | 3 gennaio 1979                           | 3                                          | Rieletto nel 1966                                                        |                                                        |
| 30                                       | 92                                       | Clifford P. Case                         | Repubblicano                             | 3 gennaio 1955                           | 3 gennaio 1979                           | 3                                          | Rieletto nel 1966                                                        |                                                        |
| 30                                       | 93                                       | Clifford P. Case                         | Repubblicano                             | 3 gennaio 1955                           | 3 gennaio 1979                           | 4                                          | Rieletto nel 1972 Ha perso la rinomina                                   |                                                        |
| 30                                       | 94                                       | Clifford P. Case                         | Repubblicano                             | 3 gennaio 1955                           | 3 gennaio 1979                           | 4                                          | Rieletto nel 1972 Ha perso la rinomina                                   |                                                        |
| 30                                       | 95                                       | Clifford P. Case                         | Repubblicano                             | 3 gennaio 1955                           | 3 gennaio 1979                           | 4                                          | Rieletto nel 1972 Ha perso la rinomina                                   |                                                        |
| 31                                       |                                          | Bill Bradley                             | Democratico                              | 3 gennaio 1979                           | 3 gennaio 1997                           | 96                                         | 1                                                                        | Eletto nel 1978                                        |
| 31                                       | 97                                       | Bill Bradley                             | Democratico                              | 3 gennaio 1979                           | 3 gennaio 1997                           |                                            | 1                                                                        | Eletto nel 1978                                        |
| 31                                       | 98                                       | Bill Bradley                             | Democratico                              | 3 gennaio 1979                           | 3 gennaio 1997                           |                                            | 1                                                                        | Eletto nel 1978                                        |
| 31                                       | 99                                       | Bill Bradley                             | Democratico                              | 3 gennaio 1979                           | 3 gennaio 1997                           | 2                                          | Rieletto nel 1984                                                        |                                                        |
| 31                                       | 100                                      | Bill Bradley                             | Democratico                              | 3 gennaio 1979                           | 3 gennaio 1997                           | 2                                          | Rieletto nel 1984                                                        |                                                        |
| 31                                       | 101                                      | Bill Bradley                             | Democratico                              | 3 gennaio 1979                           | 3 gennaio 1997                           | 2                                          | Rieletto nel 1984                                                        |                                                        |
| 31                                       | 102                                      | Bill Bradley                             | Democratico                              | 3 gennaio 1979                           | 3 gennaio 1997                           | 3                                          | Rieletto nel 1990 Ritiratosi                                             |                                                        |
| 31                                       | 103                                      | Bill Bradley                             | Democratico                              | 3 gennaio 1979                           | 3 gennaio 1997                           | 3                                          | Rieletto nel 1990 Ritiratosi                                             |                                                        |
| 31                                       | 104                                      | Bill Bradley                             | Democratico                              | 3 gennaio 1979                           | 3 gennaio 1997                           | 3                                          | Rieletto nel 1990 Ritiratosi                                             |                                                        |
| 32                                       |                                          | Robert Torricelli                        | Democratico                              | 3 gennaio 1997                           | 3 gennaio 2003                           | 105                                        | 1                                                                        | Eletto nel 1996 Ritiratosi                             |
| 32                                       | 106                                      | Robert Torricelli                        | Democratico                              | 3 gennaio 1997                           | 3 gennaio 2003                           |                                            | 1                                                                        | Eletto nel 1996 Ritiratosi                             |
| 32                                       | 107                                      | Robert Torricelli                        | Democratico                              | 3 gennaio 1997                           | 3 gennaio 2003                           |                                            | 1                                                                        | Eletto nel 1996 Ritiratosi                             |
| 33                                       |                                          | Frank Lautenberg                         | Democratico                              | 3 gennaio 2003                           | 3 giugno 2013                            | 108                                        | 1                                                                        | Eletto nel 2002                                        |
| 33                                       | 109                                      | Frank Lautenberg                         | Democratico                              | 3 gennaio 2003                           | 3 giugno 2013                            |                                            | 1                                                                        | Eletto nel 2002                                        |
| 33                                       | 110                                      | Frank Lautenberg                         | Democratico                              | 3 gennaio 2003                           | 3 giugno 2013                            |                                            | 1                                                                        | Eletto nel 2002                                        |
| 33                                       | 111                                      | Frank Lautenberg                         | Democratico                              | 3 gennaio 2003                           | 3 giugno 2013                            | 1/2                                        | Rieletto nel 2008 Deceduto                                               |                                                        |
| 33                                       | 112                                      | Frank Lautenberg                         | Democratico                              | 3 gennaio 2003                           | 3 giugno 2013                            | 1/2                                        | Rieletto nel 2008 Deceduto                                               |                                                        |
| 33                                       | 113                                      | Frank Lautenberg                         | Democratico                              | 3 gennaio 2003                           | 3 giugno 2013                            | 1/2                                        | Rieletto nel 2008 Deceduto                                               |                                                        |
| Vacante                                  | Vacante                                  | Vacante                                  | Vacante                                  | 3 giugno 2013                            | 10 luglio 2013                           | 1/2                                        |                                                                          |                                                        |
| 34                                       |                                          | Jeffrey Chiesa                           | Repubblicano                             | 10 luglio 2013                           | 31 ottobre 2013                          | 1/2                                        | Nominato per continuare il mandato Ritiratosi                            |                                                        |
| 35                                       |                                          | Cory Booker                              | Democratico                              | 31 ottobre 2013                          | in carica                                | 1/2                                        | Eletto per terminare il mandato                                          |                                                        |
| 35                                       | 114                                      | Cory Booker                              | Democratico                              | 31 ottobre 2013                          | in carica                                | 1                                          | Rieletto nel 2014                                                        |                                                        |
| 35                                       | 115                                      | Cory Booker                              | Democratico                              | 31 ottobre 2013                          | in carica                                | 1                                          | Rieletto nel 2014                                                        |                                                        |
| 35                                       | 116                                      | Cory Booker                              | Democratico                              | 31 ottobre 2013                          | in carica                                | 1                                          | Rieletto nel 2014                                                        |                                                        |
| 35                                       | 117                                      | Cory Booker                              | Democratico                              | 31 ottobre 2013                          | in carica                                | 2                                          | Rieletto nel 2020                                                        |                                                        |
| 35                                       | 118                                      | Cory Booker                              | Democratico                              | 31 ottobre 2013                          | in carica                                | 2                                          | Rieletto nel 2020                                                        |                                                        |
| 35                                       | 119                                      | Cory Booker                              | Democratico                              | 31 ottobre 2013                          | in carica                                | 2                                          | Rieletto nel 2020                                                        |                                                        |
| Da determinarsi con le elezioni del 2026 | Da determinarsi con le elezioni del 2026 | Da determinarsi con le elezioni del 2026 | Da determinarsi con le elezioni del 2026 | Da determinarsi con le elezioni del 2026 | Da determinarsi con le elezioni del 2026 | 120                                        |                                                                          |                                                        |
| Da determinarsi con le elezioni del 2026 | Da determinarsi con le elezioni del 2026 | Da determinarsi con le elezioni del 2026 | Da determinarsi con le elezioni del 2026 | Da determinarsi con le elezioni del 2026 | Da determinarsi con le elezioni del 2026 | 121                                        |                                                                          |                                                        |
| Da determinarsi con le elezioni del 2026 | Da determinarsi con le elezioni del 2026 | Da determinarsi con le elezioni del 2026 | Da determinarsi con le elezioni del 2026 | Da determinarsi con le elezioni del 2026 | Da determinarsi con le elezioni del 2026 | 122                                        |                                                                          |                                                        |